# Uruguayische Leichtathletikmeisterschaften 2011
Die Uruguayischen Leichtathletikmeisterschaften 2011 wurden im November 2011 ausgetragen. Ausrichter war der nationale Leichtathletikverband Confederación Atlética del Uruguay (CAU). Es nahmen 197 weibliche und 347 männliche, somit insgesamt 544 Sportler an den Meisterschaften teil.

## Ergebnisse

### Männer

#### 100-Meter-Lauf
| Platz | Athlet             |  | Zeit (s) |
| ----- | ------------------ |  | -------- |
| 1     | Michel Mary        |  | 11,03    |
| 2     | Emiliano Lasa      |  | 11,17    |
| 3     | Mauricio Pondelek  |  | 11,41    |
| 4     | Antony Pereira     |  | 11,65    |
| 5     | Leonardo Dipetta   |  | 11,67    |
| 6     | Martin De Barros   |  | 11,72    |
| 7     | Cesar Da Costa     |  | 11,77    |
| 8     | Gerardo Maubrigada |  | 12,34    |

Finale: 12. November 2011

Wind: −1,9 m/s

#### 200-Meter-Lauf
| Platz | Athlet              |  | Zeit (s) |
| ----- | ------------------- |  | -------- |
| 1     | Michel Mary         |  | 21,79    |
| 2     | Guillermo Rehermann |  | 22,49    |
| 3     | Leonardo Dipetta    |  | 22,79    |
| 4     | Mauricio Pondelek   |  | 22,88    |
| 5     | Martin De Barros    |  | 23,13    |
| 6     | Leonel Ramirez      |  | 23,18    |
| 7     | Nicolas Siciliano   |  | 23,51    |
| 8     | Cesar Da Costa      |  | 23,54    |

Finale: 12. November 2011

Wind: +0,9 m/s

#### 800-Meter-Lauf
| Platz | Athlet          |  | Zeit (min) |
| ----- | --------------- |  | ---------- |
| 1     | Jorge Collares  |  | 1:59,76    |
| 2     | Ignacio Baez    |  | 2:00,97    |
| 3     | Jeronimo Lamas  |  | 2:01,38    |
| 4     | Pablo Mora      |  | 2:03,11    |
| 5     | Leoni Garcia    |  | 2:05,31    |
| 6     | Manuel Quintela |  | 2:07,37    |
| 7     | Ruben Ferreyra  |  | 2:07,88    |
| 8     | Lasimar Mello   |  | 2:10,50    |

Finale: 12. November 2011

#### 1500-Meter-Lauf
| Platz | Athlet            |  | Zeit (min) |
| ----- | ----------------- |  | ---------- |
| 1     | Franco Forestier  |  | 4:08,68    |
| 2     | Pablo Mora        |  | 4:17,50    |
| 3     | Manuel Quintela   |  | 4:28,72    |
| 4     | Leonardo Coito    |  | 4:30,13    |
| 5     | Mauricio Castillo |  | 4:34,36    |
| 6     | Alejandro Vidal   |  | 4:34,49    |
| 7     | Gaston Mondragon  |  | 4:38,03    |
| 8     | Gonzalo Da Luz    |  | 4:56,30    |

Finale: 12. November 2011

#### 5000-Meter-Lauf
| Platz | Athlet                      |  | Zeit (min) |
| ----- | --------------------------- |  | ---------- |
| 1     | Santiago Casco              |  | 15:22,47   |
| 2     | Franco Forestier            |  | 15:26,00   |
| 3     | Maximiliano Ismael Martinez |  | 16:31,68   |
| 3     | Fabio Quinatana             |  | 16:31,68   |
| 4     | Leonardo Coito              |  | 16:58,10   |
| 5     | Kevin Gadea                 |  | 17:08,22   |

Finale: 12. November 2011

#### 10.000-Meter-Lauf
| Platz | Athlet                   |  | Zeit (min) |
| ----- | ------------------------ |  | ---------- |
| 1     | Santiago Casco           |  | 31:55,88   |
| 2     | Wilton Guillenea         |  | 33:46,85   |
| 3     | Matias Vladimir Martinez |  | 34:50,34   |
| 4     | Pablo Piedrabuena        |  | 35:32,46   |
| 5     | Kevin Gadea              |  | 37:18,24   |
| 6     | Luis Benitez (ohne Dni)  |  | 39:34,77   |

Finale: 12. November 2011

#### 110-Meter-Hürdenlauf
| Platz | Athlet                    |  | Zeit (s) |
| ----- | ------------------------- |  | -------- |
| 1     | Juan Martin Rivero        |  | 16,20    |
| 2     | Diego Arismendi           |  | 17,06    |
| 3     | Federico Paiva            |  | 17,49    |
| 4     | Manuel Quintela           |  | 17,50    |
| 5     | Sergio Bautista           |  | 18,81    |
| 6     | Matias Robaina (ohne Dni) |  | 19,30    |

Finale: 12. November 2011

Wind: +0,4 m/s

#### 400-Meter-Hürdenlauf
| Platz | Athlet               |  | Zeit (s) |
| ----- | -------------------- |  | -------- |
| 1     | Sergio Bautista      |  | 59,58    |
| 2     | Diego Arismendi      |  | 60,60    |
| 3     | Pedro Correia        |  | 62,09    |
| 4     | Miguel Favilla       |  | 63,60    |
| 5     | Martin De Los Santos |  | 64,67    |
| 6     | Mykem Viera          |  | 67,97    |
| 7     | Julio Cesar Cardozo  |  | 73,46    |

Finale: 12. November 2011

#### 3000-Meter-Hindernislauf
| Platz | Athlet                  |  | Zeit (min) |
| ----- | ----------------------- |  | ---------- |
| 1     | Sergio Arezo            |  | 08:39,45   |
| 2     | Franco Forestier        |  | 08:51,18   |
| 3     | Kevin Gadea             |  | 09:19,05   |
| 4     | Gaston Mondragon        |  | 09:41,43   |
| 5     | Sergio Bautista         |  | 09:48,90   |
| 6     | Hector Garcia           |  | 09:48,91   |
| 7     | Gonzalo Da Luz          |  | 10:01,55   |
| 8     | Manuel Quintela         |  | 10:12,66   |
| 9     | Luis Benitez (ohne Dni) |  | 10:32,19   |
| 10    | Federico Pereira        |  | 10:45,83   |

Finale: 12. November 2011

#### 4-mal-100-Meter-Staffel
| Platz | Athleten                                                     |  | Zeit (s) |
| ----- | ------------------------------------------------------------ |  | -------- |
| 1     | Michael Acevedo Matias Vazquez Miguel Favilla Jorge Collares |  |          |

Finale: 12. November 2011

#### 4-mal-400-Meter-Staffel
| Platz | Athleten                                               |  | Zeit (s) |
| ----- | ------------------------------------------------------ |  | -------- |
| 1     | Pedro Correia Ignacio Baez Marcel Serra Leonel Ramirez |  | 3:33,55  |

Finale: 12. November 2011

#### Hochsprung
| Platz | Athlet            |  | Höhe (Meter) |
| ----- | ----------------- |  | ------------ |
| 1     | Antony Pereira    |  | 1,95         |
| 2     | Bruno Dipetta     |  | 1,70         |
| 2     | Milton Lema       |  | 1,70         |
| 2     | Cesar Da Costa    |  | 1,70         |
| 3     | Fernando Ferreira |  | 1,65         |
| 4     | Pedro Correia     |  | 1,60         |
| 5     | Luis Berrutti     |  | 1,50         |
| 6     | Hector Garcia     |  | 1,45         |
| 6     | Santiago Alonso   |  | 1,45         |

Finale: 12. November 2011

#### Stabhochsprung
| Platz | Athlet             |  | Höhe (Meter) |
| ----- | ------------------ |  | ------------ |
| 1     | Fernando Ferreira  |  | 3,30         |
| 2     | Martin Castagñarez |  | 3,10         |
| 2     | Diego Romero       |  | 3,10         |
| 3     | Pedro Correia      |  | 2,60         |
| 3     | Sergio Bautista    |  | 2,60         |
|       | Bruno Garibaldi    |  |              |

Finale: 12. November 2011

#### Weitsprung
| Platz | Athlet             |  | Weite (Meter)     |
| ----- | ------------------ |  | ----------------- |
| 1     | Antony Pereira     |  | 6,33 (Wind: −0,8) |
| 2     | Martin De Barros   |  | 6,28 (Wind: −0,0) |
| 3     | Milton Lema        |  | 5,93 (Wind: −0,1) |
| 4     | Pedro Correia      |  | 5,82 (Wind: −0,7) |
| 5     | Gerardo Maubrigada |  | 5,73 (Wind: −0,9) |
| 6     | Agustin Techera    |  | 5,72 (Wind: −0,9) |
| 7     | Diego Arismendi    |  | 5,58 (Wind: −0,5) |
| 8     | Bruno Dipetta      |  | 5,35 (Wind: +4,5) |

Finale: 12. November 2011

#### Dreisprung
| Platz | Athlet               |  | Weite (Meter)      |
| ----- | -------------------- |  | ------------------ |
| 1     | Agustin Techera      |  | 12,65 (Wind: −2,3) |
| 2     | Pedro Correia        |  | 12,45 (Wind: −1,4) |
| 3     | Sergio Bautista      |  | 11,78 (Wind: −1,0) |
| 4     | Fernando Ferreira    |  | 11,13 (Wind: +1,2) |
| 5     | Maximiliano Pondelek |  | 10,94 (Wind: +1,0) |
| 6     | Giuliano Piriz       |  | 10,64 (Wind: −0,6) |
| 7     | Nicolas Aldavez      |  | 10,52 (Wind: −0,4) |
|       | Carlos Marquez       |  |                    |

Finale: 12. November 2011

#### Diskuswurf
| Platz | Athlet             |  | Weite (Meter) |
| ----- | ------------------ |  | ------------- |
| 1     | Rodolfo Casanova   |  | 46,78         |
| 2     | Bruno Méndez       |  | 31,37         |
| 3     | Sebastian Sellanes |  | 30,67         |
| 4     | Pablo Acosta       |  | 25,17         |
| 5     | Luis Berrutti      |  | 20,59         |
| 6     | Cristian Malvarez  |  | 20,36         |

Finale: 12. November 2011

#### Kugelstoßen
| Platz | Athlet             |  | Weite (Meter) |
| ----- | ------------------ |  | ------------- |
| 1     | Rodolfo Casanova   |  | 13,00         |
| 2     | Nicolas Penino     |  | 12,89         |
| 3     | Bruno Méndez       |  | 11,26         |
| 4     | Gaston Gomez       |  | 9,91          |
| 5     | Juan Martin Rivero |  | 9,18          |
| 5     | Jose Viudez        |  | 9,18          |
| 6     | Pablo Acosta       |  | 8,78          |
| 7     | Luis Berrutti      |  | 8,52          |

Finale: 12. November 2011

#### Speerwurf
| Platz | Athlet               |  | Weite (Meter) |
| ----- | -------------------- |  | ------------- |
| 1     | Eduardo Rodriguez    |  | 47,65         |
| 2     | Matias Vazquez       |  | 47,29         |
| 3     | Bruno Méndez         |  | 47,13         |
| 4     | Mathias Facal        |  | 44,32         |
| 5     | Michael Acevedo      |  | 38,92         |
| 6     | Maximiliano Pondelek |  | 38,18         |
| 7     | Jose Viudez          |  | 31,53         |
| 8     | Luis Berrutti        |  | 30,63         |

Finale: 12. November 2011

#### Hammerwurf
| Platz | Athlet            |  | Weite (Meter) |
| ----- | ----------------- |  | ------------- |
| 1     | Gaston Gomez      |  | 41,82         |
| 2     | Rodolfo Casanova  |  | 40,69         |
| 3     | Cristian Malvarez |  | 31,29         |
| 4     | Pablo Acosta      |  | 28,28         |

Finale: 12. November 2011

#### Zehnkampf
| Platz | Athlet             |  | Punkte |
| ----- | ------------------ |  | ------ |
| 1     | Juan Martin Rivero |  | 5275   |
| 2     | Daniel Zangrando   |  | 4023   |

### Frauen

#### 100-Meter-Lauf
| Platz | Athlet                          |  | Zeit (s) |
| ----- | ------------------------------- |  | -------- |
| 1     | Jaqueline Rombaldoni (ohne Dni) |  | 12,88    |
| 2     | Laura Lupano                    |  | 12,95    |
| 3     | Ana Laura Leite                 |  | 12,99    |
| 4     | Jesica Maciel                   |  | 13,15    |
| 5     | Paula Pisano                    |  | 13,48    |
| 6     | Catherine Lando                 |  | 13,56    |
| 7     | Karina Soto                     |  |          |
| 8     | Sharon Dos Santos               |  |          |

Finale: 12. November 2011

Wind: −1,5 m/s

#### 200-Meter-Lauf
| Platz | Athlet                          |  | Zeit (s) |
| ----- | ------------------------------- |  | -------- |
| 1     | Laura Lupano                    |  | 26,06    |
| 2     | Ana Laura Leite                 |  | 26,26    |
| 3     | Jaqueline Rombaldoni (ohne Dni) |  | 26,30    |
| 4     | Camila Perez                    |  | 26,97    |
| 5     | Catherine Lando                 |  | 28,26    |
| 6     | Paula Pisano                    |  |          |

Finale: 12. November 2011

Wind: +1,0 m/s

#### 400-Meter-Lauf
| Platz | Athlet              |  | Zeit (s) |
| ----- | ------------------- |  | -------- |
| 1     | Mariana Sans        |  | 59,17    |
| 2     | Laura Lupano        |  | 59,88    |
| 3     | Camila Perez        |  | 60,85    |
| 4     | Ekatherina Danovich |  | 64,02    |

Finale: 12. November 2011

#### 800-Meter-Lauf
| Platz | Athlet          |  | Zeit (min) |
| ----- | --------------- |  | ---------- |
| 1     | Pia Fernandez   |  | 2:25,96    |
| 2     | Claudia Ramirez |  | 2:29,38    |
| 3     | Camila Prado    |  | 2:30,80    |
| 4     | Malvina Masdeu  |  | 2:36,19    |

Finale: 13. November 2011

#### 1500-Meter-Lauf
| Platz | Athlet                  |  | Zeit (min) |
| ----- | ----------------------- |  | ---------- |
| 1     | Camila De Mello         |  | 5:02,85    |
| 2     | Cecilia Cabrera         |  | 5:20,21    |
| 3     | Kary Rancaño (ohne Dni) |  | 5:34,43    |
| 4     | Betty Medina            |  | 5:42,50    |

Finale: 12. November 2011

#### 5000-Meter-Lauf
| Platz | Athlet          |  | Zeit (min) |
| ----- | --------------- |  | ---------- |
| 1     | Aldana Sabatel  |  | 17:44,09   |
| 2     | Cecilia Cabrera |  | 18:16,60   |
| 3     | Betty Medina    |  | 20:52,40   |
| 4     | Gabriela Perez  |  | 22:15,40   |

Finale: 12. November 2011

#### 10.000-Meter-Lauf
| Platz | Athlet                  |  | Zeit (min) |
| ----- | ----------------------- |  | ---------- |
| 1     | Betty Medina            |  | 45:42,19   |
| 2     | Luz Rocha               |  | 48:31,59   |
| 3     | Yessy Delfino           |  | 53:25,89   |
| 4     | Romina Taran (ohne Dni) |  | 54:42,69   |

Finale: 12. November 2011

#### 100-Meter-Hürdenlauf
| Platz | Athlet            |  | Zeit (s) |
| ----- | ----------------- |  | -------- |
| 1     | Ana Laura Leite   |  | 15,81    |
| 2     | Karina Soto       |  | 16,45    |
| 3     | Lorena Aires      |  | 17,60    |
| 4     | Marina Duplatt    |  | 18,27    |
| 5     | Leslie De Mederos |  | 18,28    |

Finale: 12. November 2011

Wind: −0,6 m/s

#### 400-Meter-Hürdenlauf
| Platz | Athlet                   |  | Zeit (s) |
| ----- | ------------------------ |  | -------- |
| 1     | Mariana Sans             |  | 66,29    |
| 2     | Marina Duplatt           |  | 71,27    |
| 3     | Viviana Amaro (ohne Dni) |  | 82,86    |

Finale: 12. November 2011

#### 3000-Meter-Hindernislauf
| Platz | Athlet                  |  | Zeit (min) |
| ----- | ----------------------- |  | ---------- |
| 1     | Betty Medina            |  | 13:58,51   |
| 2     | Romina Taran (ohne Dni) |  | 15:31,24   |
| 3     | Sandra Carbone          |  | 16:42,29   |
| 4     | Evelyn Duplatt          |  | 18:07,32   |

Finale: 12. November 2011

#### 4-mal-100-Meter-Staffel
| Platz | Athleten                                                        |  | Zeit (s) |
| ----- | --------------------------------------------------------------- |  | -------- |
| 1     | Sharon Dos Santos Antonella Bravo Cristina Pereira Laura Lupano |  | 53,70    |

Finale: 12. November 2011

#### 4-mal-400-Meter-Staffel
| Platz | Athleten                                                  |  | Zeit (s) |
| ----- | --------------------------------------------------------- |  | -------- |
| 1     | Catherine Lando Camila Prado Ana Laura Leite Camila Perez |  | 4:10,97  |

Finale: 12. November 2011

#### Hochsprung
| Platz | Athlet          |  | Höhe (Meter) |
| ----- | --------------- |  | ------------ |
| 1     | Lorena Aires    |  | 1,55         |
| 1     | Daiana Lema     |  | 1,55         |
| 2     | Antonella Bravo |  | 1,45         |
| 3     | Catherine Lando |  | 1,35         |

#### Stabhochsprung
| Platz | Athlet                     |  | Höhe (Meter) |
| ----- | -------------------------- |  | ------------ |
| 1     | Aliusha Diaz               |  | 3,40         |
| 2     | Ana Laura Leite            |  | 2,50         |
| 3     | Paula Castroman (ohne Dni) |  | 2,30         |

Finale: 12. November 2011

#### Weitsprung
| Platz | Athlet            |  | Weite (Meter) |
| ----- | ----------------- |  | ------------- |
| 1     | Lorena Aires      |  | 4,93          |
| 2     | Paula Pisano      |  | 4,56          |
| 3     | Sharon Dos Santos |  | 4,35          |
| 4     | Camila Bandera    |  | 4,32          |

Finale: 12. November 2011

#### Dreisprung
| Platz | Athlet                  |  | Weite (Meter) |
| ----- | ----------------------- |  | ------------- |
| 1     | Lorena Aires            |  | 10,03         |
| 2     | Antonella Bravo         |  | 8,46          |
| 3     | Romina Taran (ohne Dni) |  | 7,99          |

Finale: 12. November 2011

#### Diskuswurf
| Platz | Athlet            |  | Weite (Meter) |
| ----- | ----------------- |  | ------------- |
| 1     | Micaela Garbarino |  | 35,07         |
| 2     | Luciana Acosta    |  | 33,17         |
| 3     | Cecilia Rodriguez |  | 31,65         |
| 4     | Estefania Testas  |  | 27,02         |

Finale: 12. November 2011

#### Kugelstoßen
| Platz | Athlet            |  | Weite (Meter) |
| ----- | ----------------- |  | ------------- |
| 1     | Cecilia Rodriguez |  | 11,74         |
| 2     | Laura Gonzalez    |  | 9,78          |
| 3     | Luciana Acosta    |  | 9,76          |
| 4     | Ana Laura Leite   |  | 9,66          |

Finale: 12. November 2011

#### Speerwurf
| Platz | Athlet          |  | Weite (Meter) |
| ----- | --------------- |  | ------------- |
| 1     | Maria Mello     |  | 40,51         |
| 2     | Fiama Martinez  |  | 29,56         |
| 3     | Antonella Bravo |  | 28,29         |

Finale: 12. November 2011

#### Hammerwurf
| Platz | Athlet                  |  | Weite (Meter) |
| ----- | ----------------------- |  | ------------- |
| 1     | Luciana Acosta          |  | 42,45         |
| 2     | Alexandra Fagundez      |  | 27,89         |
| 3     | Romina Taran (ohne Dni) |  | 26,42         |
| 4     | Kathia Burgos           |  | 17,53         |

Finale: 13. November 2011

#### Siebenkampf
| Platz | Athlet              |  | Punkte |
| ----- | ------------------- |  | ------ |
| 1     | Kimberly De Mederos |  | 3724   |
| 2     | Laura Gonzalez      |  | 3054   |
| 3     | Mikaela Alzugaray   |  | 2190   |

Quelle: